# Odèn
Odèn település Spanyolországban, Lleida tartományban. Odèn Fígols i Alinyà, La Coma i la Pedra, Guixers, Navès, Lladurs, Castellar de la Ribera, Bassella és Oliana községekkel határos. Lakosainak száma 230 fő (2024).

## Népesség
A település népessége az utóbbi években az alábbiak szerint változott:
| Lakosok száma | 353  | 963  | 637  | 534  | 329  | 272  | 281  | 267  | 249  | 230  |
|               | 1717 | 1887 | 1936 | 1960 | 1986 | 2004 | 2009 | 2014 | 2019 | 2024 |